# Tropical Park (Belize)
Tropical Park ist ein Ort im Belize District von Belize. Der Ort gehört zur Gemeinde Hattieville.

## Geographie
Der Ort liegt am Nordufer des Hector Creek, der sieben Kilometer südöstlich des Ortes in den Sibun River mündet. Nördlich des Ortes erstreckt sich ein großes sumpfiges Gebiet.
Die nächstgelegenen Orte sind Western Paradise im Osten, Freetown Sibun im Südosten, Hattieville im Süden, Rockville im Südwesten, sowie Double Head Cabbage und Bermudian Landing im Nordwesten.

### Verkehr
Der Ort liegt am George Price Highway, der nach Nordosten nach Belize City verläuft und nach Südwesten nach Belmopan, San Ignacio/Santa Elena und Benque Viejo. In Tropical Park verläuft der George Price Highway nach Norden zum Burrell Boom Cutoff, der dort nach Burrell Boom und zum Philip Goldson Highway führt.

## Geschichte
An der Stelle des Ortes lag vorher die Cashew-Farm Rancho del Sol. 1960 wurde Emory King Manager der Farm. King begann Bauprojekte auf dem Land, ein Projekt, welches sich vor allem an Expatriates richtete. Emory King lebte selbst bis zu seinem Tod 2007 in Tropical Park.